# Tournoi des Six Nations des moins de 20 ans 2019
Cet article traite de l'épreuve des juniors. Pour la compétition sénior, voir Tournoi des Six Nations 2019.Pour la compétition féminine, voir Tournoi des Six Nations féminin 2019.
Pour un article plus général, voir Tournoi des Six Nations des moins de 20 ans.
Navigation
Tournoi des moins de 20 ans 2018 Tournoi des moins de 20 ans 2020
Le Tournoi des Six Nations des moins de 20 ans 2019 est une compétition annuelle de rugby à XV disputée par six équipes européennes : Angleterre, Pays de Galles, Irlande, France, Écosse et Italie.

## Calendriers des matchs
Les heures sont données dans les fuseaux utilisés par les pays participants : WET (UTC) dans les îles Britanniques et CET (UTC+1) en France et en Italie.
Première journée
| Le 1er février à 19 h 15 | Irish Independent Park, Cork | Irlande -20 | 35 - 27 | Angleterre -20     |
| Le 1er février à 19 h 30 | Netherdale, Galashiels       | Écosse -20  | 22 - 32 | Italie -20         |
| Le 3 février à 15 h      | Stade de la Rabine, Vannes   | France -20  | 32 - 10 | Pays de Galles -20 |

Deuxième journée
| Le 8 février à 19 h 30 | Netherdale, Galashiels              | Écosse -20     | 5 - 24  | Irlande -20        |
| Le 9 février à 12 h 5  | Sandy Park, Exeter                  | Angleterre -20 | 31 - 19 | France -20         |
| Le 10 février à 15 h   | Stade Danilo Martelli (it), Mantoue | Italie -20     | 12 - 42 | Pays de Galles -20 |

Troisième journée
| Le 22 février à 19 h   | Stade Centre d'Italie-Manlio Scopigno, Rieti | Italie -20         | 14 - 34 | Irlande -20    |
| Le 22 février à 19 h 5 | Eirias Stadium, Colwyn Bay                   | Pays de Galles -20 | 11 - 10 | Angleterre -20 |
| Le 22 février à 21 h   | Stade du Hameau, Pau                         | France -20         | 42 - 27 | Écosse -20     |

Quatrième journée
| Le 8 mars à 19 h 15 | Musgrave Park, Cork           | Irlande -20    | 31 - 29 | France -20         |
| Le 8 mars à 19 h 30 | Meggetland (en), Édimbourg    | Écosse -20     | 27 - 20 | Pays de Galles -20 |
| Le 8 mars à 19 h 45 | Goldington Road (en), Bedford | Angleterre -20 | 35 - 10 | Italie -20         |

Cinquième journée
| Le 15 mars à 19 h 0  | Stadio Pozzi La Marmora (it), Biella | Italie -20         | 31 - 35 | France -20  |
| Le 15 mars à 19 h 5  | Eirias Stadium, Colwyn Bay           | Pays de Galles -20 | 17 - 26 | Irlande -20 |
| Le 15 mars à 19 h 45 | Franklin's Gardens, Northampton      | Angleterre -20     | 45 - 7  | Écosse -20  |

## Classement
| Rang | Nation             | J | V | N | D | Bo | Bd | Pm  | Pe  | Diff | Pts |
| ---- | ------------------ | - | - | - | - | -- | -- | --- | --- | ---- | --- |
| 1    | Irlande -20        | 5 | 5 | 0 | 0 | 3  | 0  | 150 | 92  | +58  | 26  |
| 2    | France -20 (T)     | 5 | 3 | 0 | 2 | 4  | 1  | 157 | 130 | +27  | 17  |
| 3    | Angleterre -20     | 5 | 3 | 0 | 2 | 3  | 1  | 148 | 82  | +66  | 16  |
| 4    | Pays de Galles -20 | 5 | 2 | 0 | 3 | 1  | 1  | 100 | 107 | -7   | 10  |
| 5    | Italie -20         | 5 | 1 | 0 | 4 | 1  | 1  | 99  | 168 | -69  | 6   |
| 6    | Écosse -20         | 5 | 1 | 0 | 4 | 2  | 0  | 88  | 163 | -75  | 6   |

|  | Vainqueur du tournoi (no 1). |
|  | T : tenant du titre.         |

Attribution des points : quatre points sont attribués pour une victoire, deux points pour un match nul, aucun point en cas de défaite, un point si au moins 4 essais marqués, un point en cas de défaite avec moins de 8 points d'écart, trois points en cas de Grand Chelem.
Règles de classement : 1. points marqués ; 2. différence de points de matchs ; 3. nombre d'essais marqués ; 4. titre partagé.